# Hans Rouc
Hans Rouc, pseudonyme de Johann Rouc (né le 14 août 1893 à Vienne, mort le 26 janvier 1963 dans la même commune) est un chef décorateur autrichien.

## Biographie
Johann Rouc va à l’institut d’enseignement et de recherche graphique de sa ville natale de Vienne, puis travaille comme scénographe et peintre dans les ateliers de Hans Kautzky et Franz Angelo Rottonara. De 1914 à 1916, Rouc est enrôlé pour le service militaire.
Après sa libération, il vient au cinéma en 1917 et est d'abord embauché par Sascha Kolowrat-Krakowsky comme assistant artistique ou assistant d'architecte. Dans ces fonctions, il est également impliqué dans les productions Sascha Die Dame mit dem schwarzen Handschuh et Prinz und Bettelknabe réalisés par Alexander Korda et Michael Kertész en 1919-1920.
Rouc acquiert une expérience pratique, nommée depuis 1921, notamment aux côtés des chefs décorateurs Julius von Borsody et Artur Berger. À partir de 1922, il collabore fréquemment avec son collègue d'origine hongroise Stefan Wessely. La même année, Rouc et Wessely travaillent avec Borsody sur la production des structures cinématographiques extrêmement complexes du film monumental Sodome et Gomorrhe. Au milieu de la même décennie, Rouc participe à la construction de deux autres films muets autrichiens importants, Les Mains d'Orlac et Le Chevalier à la rose.
En 1928, il se rend en Pologne, où il conçoit les constructions de plusieurs productions cinématographiques sous le nom de Henryk Rouc. De retour à Vienne, où entre-temps l'ère du cinéma sonore a commencé, Hans Rouc se retire de l'architecture cinématographique et travaille à nouveau comme architecte.
Ce n'est qu'après la Seconde Guerre mondiale que Rouc revient temporairement au cinéma et coopère de nouveau avec Borsody dans la production de décorations cinématographiques. Plus tard, Rouc reçoit le titre de professeur pour ses réalisations professionnelles.

## Filmographie
- 1921 : Lucifer
- 1922 : Der tote Hochzeitsgast (de)
- 1922 : Der Marquis von Bolibar
- 1922 : Sodome et Gomorrhe
- 1923 : Kinder der Revolution
- 1924 : Wenn du noch eine Mutter hast
- 1924 : Les Mains d'Orlac
- 1925 : La Vengeance des Pharaons (de)
- 1925 : Der Fluch
- 1925 : Frauen aus der Wiener Vorstadt
- 1925 : Le Chevalier à la rose (aussi costumes)
- 1926 : Küssen ist keine Sünd’
- 1926 : Der Pfarrer von Kirchfeld
- 1926 : Der Meineidbauer
- 1927 : Das Recht zu leben
- 1927 : Infantrist Wamperls dreijähriges Pech
- 1927 : Die Ehe einer Nacht
- 1928 : Huragan
- 1928 : Przedwiośnie
- 1928 : Tajemnica skrzynki pocztowej
- 1929 : Czlowiek o blekitnej duszy
- 1929 : Un homme fort
- 1950 : Frühling auf dem Eis
- 1951 : Das Herz einer Frau
- 1952 : Verlorene Melodie
- 1953 : Je n'ai que ton amour (de)
- 1954 : Manœuvres impériales